# Университет прикладных наук Форарльберга
Университет прикладных наук Форарльберга (нем. Fachhochschule Vorarlberg , англ. Vorarlberg University of Applied Sciences) — австрийский университет в городе Дорнбирн, федеральная земля Форарльберг. Является одним из ведущих университетов Австрии в области прикладного образования. Был основан в 1989 году как техникум Форарльберга, в 1999 получил статус технического университета.

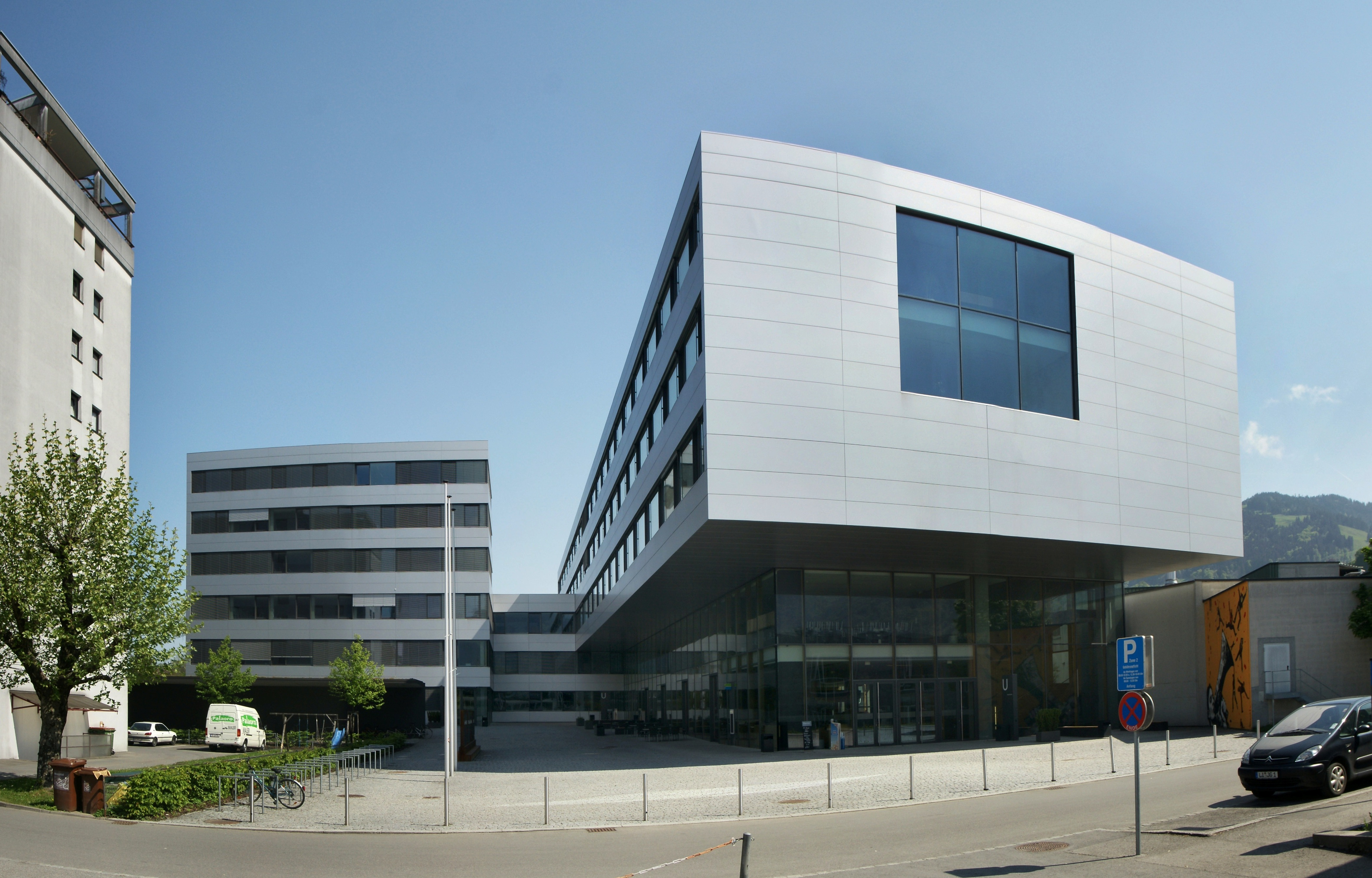

В университете обучаются около 1400 студентов на курсах бакалавриата и магистратуры в области бизнеса, технологий, дизайна и социальных отношений. Кроме того, форарльбергский университет является исследовательским центром. В январе 2014 года в университете был открыт Центр микротехнологий Йозефа Ресселя. Основной упор университета делается на совмещение обучения с практикой, поэтому студенты активно участвуют в жизни региона и проходят стажировки на ведущих предприятиях Форарльберга.

## Программы обучения
В университете можно получить степень бакалавра, отучившись 6 семестров, или степень магистра, пройдя обучение в течение 4 семестров. Предлагаются следующие программы (по состоянию на 2020 год):

### Факультет бизнес-администрирования
- Международный бизнес (бакалавриат)
- Инженерия и менеджмент (бакалавриат)
- Бухгалтерия, контроллинг и финансы (магистратура)
- HR и делопроизводство (магистратура)
- Менеджмент бизнес-процессов (магистратура)
- Международный маркетинг и продажи (магистратура)
- Международный менеджмент и лидерство (магистратура)

### Факультет инженерии и технологий
- Электроинженерия (бакалавриат)
- Цифровые инновации (бакалавриат)
- Инженерия и менеджмент (бакалавриат)
- Компьютерная наука (бакалавриат)
- Мехатроника (бакалавриат и магистратура)
- Машиностроение (бакалавриат)

### Факультет дизайна
- Интермедиа-дизайн (бакалавриат и магистратура)

### Факультет социальных отношений и здравоохранения
- Социальные отношения (бакалавриат и магистратура)
- Здравоохранение и уход (бакалавриат)

## Награды
- 2016, 2017: Премия Erasmus+ (за отличное качество в организации мобильности студентов и сотрудников)[3]
- 2016: Научная премия Форарльберга (присуждена Dr. habil. Dana Seyringer, Доктору философии, Исследовательский центр микротехнологий)
- 2014, 2016, 2017: Национальная премия за поддержку семьи (присуждена Федеральным министерством по делам семьи и молодежи)
- 2014: Австрийская премия в области экологического образования («Ethify Yourself»)
- 2014: Лучший австрийский университет прикладных наук в области технологий
- 2013: Национальная премия за инновации 2013 (специальная награда VERENA для Thien eDrives GmbH в сотрудничестве с FH Vorarlberg)
- 2000: Австрийская премия лучшего строителя от Центральной ассоциации архитекторов Австрии (Austrian Property Developer Prize)[4]